# مترو جنرال أندرانيك (يريفان)

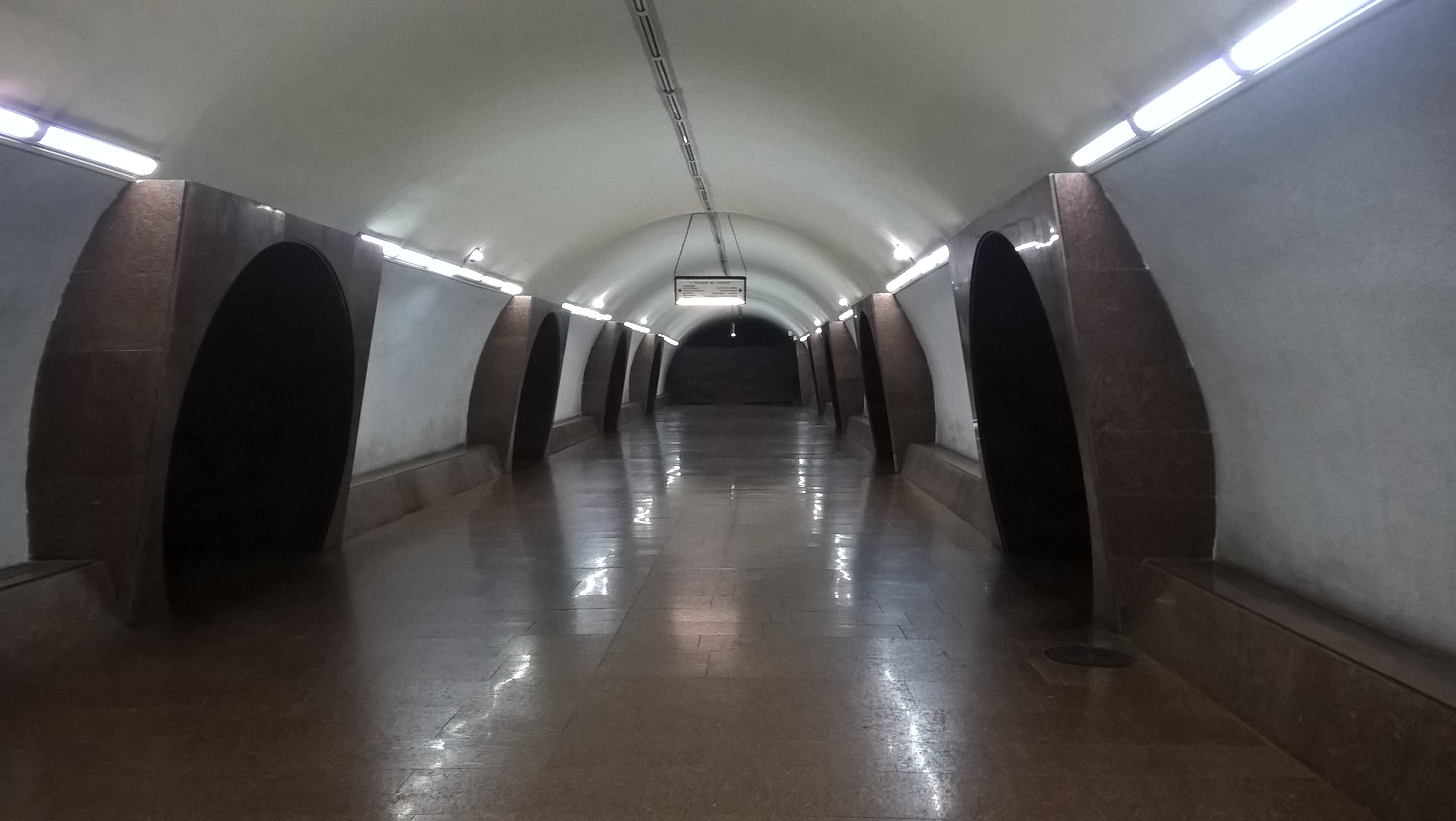
محطة مترو يريفان - جنرال أندرانيك

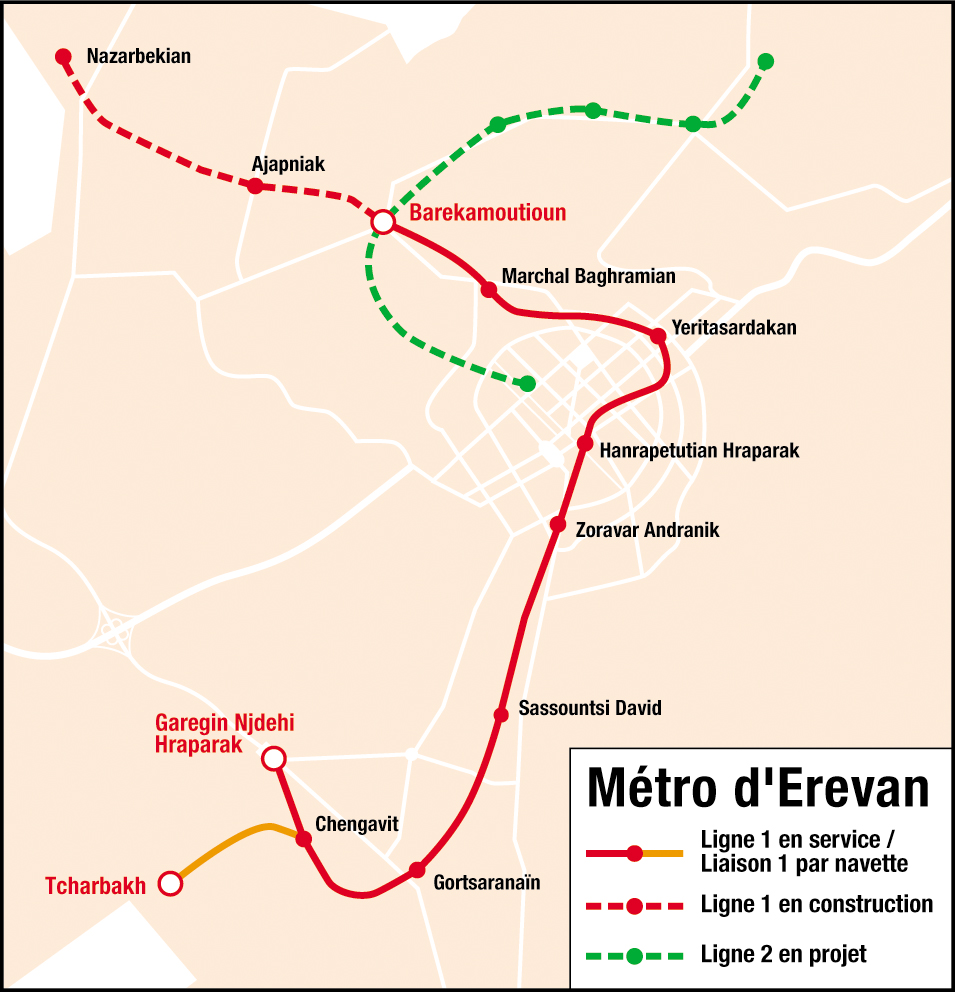
مخطط القطار.

مترو جنرال أندرانيك (الأرمني: Անդրանիկ) هو محطة مترو يريفان. تم فتحه للجمهور في 26 ديسمبر1989.
يخدم بشكل رئيسي الحي والمركز التجاري في جنوب مقاطعة كينترون بما فيها كاتدرائية القديس غريغوريوس (يريفان) والعديد من مراكز التسوق وسوق الخضروات والملابس.